# Kontaktschuld
Kontaktschuld ist ein Begriff aus dem bundesdeutschen Recht der Nachkriegszeit und betrifft die Frage, ob einer Person eine mögliche Verfassungsfeindlichkeit nachzuweisen ist.

## Allgemein
Der Vorwurf der Kontaktschuld stellt die äußerliche Tatsache eines „Kontaktes“ mit zu Recht oder zu Unrecht politisch verdächtigten Personen als solchen heraus, ohne dass es dabei eine Rolle spielt, von welcher Art die Beziehungen waren oder welchen Inhalt die bei Gelegenheit des „Kontaktes“ geführten Gespräche gehabt haben. Statt den Diffamierten selbst zu zitieren, sein Handeln zu charakterisieren, seine Beweggründe zu nennen, werden Orte, an denen er sich aufgehalten hat, oder Personen, mit denen er gesprochen hat, Publikationsorgane, in denen er geschrieben, Veranstaltungen, auf denen er gesprochen hat, Organisationen, in denen er mitwirkt, politisch verdächtigt und sodann ein Rückschluss auf die politische Einstellung des Angegriffenen selbst gezogen.

## Begriffsgeschichte
Eingeführt wurde der Begriff Kontaktschuld von Heinrich Hannover (1962?). Als Argumentationsmuster fand er bereits vorher Anwendung. So warf man wiederholt nicht-kommunistischen Gruppen oder Einzelpersonen der westdeutschen außerparlamentarischen Opposition organisatorische und  personelle Verbindungen zur KPD bzw. zur Nationalen Front und SED vor. Darauf basierend, unterstellte 1956 Oberbundesanwalt Carlo Wiechmann dem Arbeitskreis für deutsche Verständigung Verfassungsfeindlichkeit und erhob gegen dessen Leiter Wilhelm Elfes sowie gegen Friedrich Maase Anklage wegen „Gründung und Förderung einer verfassungsfeindlichen Vereinigung bzw. einer kriminellen Vereinigung in staatsgefährdender Absicht“.
In der Bundesrepublik Deutschland war seit Verabschiedung des sogenannten Radikalenerlasses (1972) die Einstellung in den öffentlichen Dienst von der Bereitschaft des Bewerbers abhängig, jederzeit für die freiheitliche demokratische Grundordnung einzutreten. Fallweise wurde Bewerbern diese Bereitschaft aufgrund tatsächlicher oder auch nur unterstellter Kontakte zu vermeintlichen Verfassungsfeinden abgesprochen, selbst dann, wenn sie persönlich kein Mitglied einer verfassungsfeindlichen Organisation waren.
Das Konstrukt einer Kontaktschuld wurde auch in der McCarthy-Ära („McCarthyismus“) angewendet (englisch: guilt by association).